# غريس ستيوارت
غريس ستيوارت (بالإنجليزية: Grace Stewart)‏ هي لاعب هوكي الحقل أسترالية، ولدت في 28 أبريل 1997 في Cabarita Beach, New South Wales ‏ في أستراليا.

## وصلات خارجية
- غريس ستيوارت على موقع الاتحاد الدولي للهوكي (الإنجليزية)
- غريس ستيوارت على موقع اللجنة الأولمبية الدولية (الإنجليزية)
- غريس ستيوارت على موقع أوليمبيديا (الإنجليزية)
- غريس ستيوارت على موقع اللجنة الأولمبية الأسترالية (الإنجليزية)